# Método CFOP
El método CFOP (Cruz - F2L - Orientación de la última capa - Permutación de la última capa), también conocido como método de Fridrich, es uno de los métodos más usados para resolver cubos de Rubik 3x3x3 en speedcubing. Fue desarrollado en los primeros años de la década de los 80, gracias a la combinación de varias innovaciones propuestas por speedcubers. Comúnmente, se le acredita la popularización de este método a Jessica Fridrich, una speedcuber checa que lo publicó en su página web en 1997.
Es un método que utiliza el sistema de capa por capa: primero resolviendo una cruz, luego implementando pares de esquinas y aristas a ella (F2L), orientando la última capa (OLL) y finalmente, permutándola (PLL). Estos dos últimos pasos son realizados a través de algoritmos para ayudar a agilizar la resolución, mientras que los dos primeros se pueden hacer de forma intuitiva.

## Historia
Algunos de los métodos que surgieron en los primeros años posteriores a la creación del Cubo de Rubik utilizaban un sistema de capa por capa básico. David Singmaster publicó en 1980 un método de resolución por capas que propuso, por primera vez, el uso de una cruz.
Lo que hizo que el método CFOP pudiera sobresalir entre los demás fue el uso de F2L, que permite resolver las dos primeras capas simultáneamente. Este paso no fue inventado por Jessica Fridrich. Según el reporte de David Singmaster en el Campeonato Mundial de Cubos de Rubik 1982, Fridrich todavía utilizaba un sistema de capa por capa básico, mientras que un competidor holandés de nombre Guus Razoux Schultz pudo ingeniar un F2L primitivo.
Hans Dockhorn y Anneke Trap propusieron los dos últimos pasos (OLL y PLL) que tienen como propósito orientar la última capa y permutar sus piezas hacia su lugar correspondiente.
En 1982, Fridrich empezó a implementar F2L en sus resoluciones. Su mayor contribución al método CFOP fue el desarrollo de algoritmos para OLL y PLL, que juntos permitían al usuario resolver cualquier caso de la última capa con dos algoritmos. Esto era significativamente más rápido que anteriores sistemas de resolución para la última capa.
El método CFOP, es, de lejos, el método más popular y usado entre los speedcubers con mejores marcas, como Feliks Zemdegs, Max Park, entre otros.

## Método
- Cruz: la primera etapa implica resolver cuatro aristas con un color en común, uniéndolas con su centro correspondiente y formando una cruz. Muchos speedcubers resuelven esta cruz en la capa de abajo para evitar rotaciones y obtener una mejor vista de las piezas más importantes que serán utilizadas en posteriores pasos.

Cruz resuelta.

- Primeras dos capas (F2L): en este paso, las piezas de esquinas y aristas que forman las dos primeras capas se unen y se insertan en la cruz, colocándolas en su sitio correcto. Hay 42 casos de combinación de esquinas y aristas y sus respectivas soluciones, aunque también se puede hacer intuitivamente.

Dos primeras capas resueltas.

- Orientación de la última capa (OLL): se manipula la capa de arriba de manera que, al ejecutar el algoritmo correspondiente entre los 57 que hay, todas las piezas tendrán un mismo color en común colocado hacia arriba, aunque estén mal colocadas. Hay una versión simplificada de este paso, que primero orienta todas las aristas y luego las esquinas, utilizando sólo 10 algoritmos.

Última capa orientada.

- Permutación de la última capa (PLL): la última etapa resuelve las piezas que anteriormente hemos orientado, poniéndolas en su lugar correspondiente. Hay un total de 21 algoritmos para este paso. Se identifican mediante letras, muchas veces puestas por cómo las flechas que indican las piezas que se mueven las forman, como por ejemplo, la permutación T. La versión simplificada utiliza 6 algoritmos para primero resolver las esquinas y luego las aristas.[5]

## Uso competitivo
El método CFOP es muy utilizado en competiciones y por speedcubers tales como Feliks Zemdegs y Yusheng Du (杜宇生), por su uso de algoritmos, reconocimiento de patrones y memoria muscular, en vez de métodos más intuitivos como Roux o Petrus. La mayoría de speedcubers en la clasificación de la WCA usan este método, incluyendo a Max Park, el speedcuber con la mejor resolución de Cubo de Rubik 3x3x3 (3.13 segundos).